# L’enfer et moi
L’enfer et moi (ang. Hell and Me) – singel francuskiej piosenkarki Amandine Bourgeois napisany przez Davida Salkina i Borisa Bergmana oraz wydany w 2013 roku.
W 2013 roku utwór reprezentował Francję podczas 58. Konkursu Piosenki Eurowizji. 16 maja utwór został zaprezentowany przez Bourgeois jako pierwszy w kolejności w finale widowiska, w którym zajął ostatecznie 23. miejsce z 14 punktami na koncie.

## Lista utworów
Digital download
1. „L’enfer et moi” – 2:58